# Rawabi
Rawabi (روابي, « colline » en arabe) est une ville nouvelle en construction en Palestine, à 9 km au nord de Ramallah, prévue pour 40 000 habitants.
À l'origine du projet se trouve Bachar Masri (en), un milliardaire palestino-américain, qui en soutient la construction depuis 2008.
La ville fut l'objet de polémique, concernant l'accord donné par Israël, dénoncé par la campagne BDS.
En 2019, la ville compte environ 3 500 à 5 000 habitants.

## Sources
- (en) Rory McCarthy, « Rawabi, the new Palestinian city that could rise on the West Bank », The Guardian, 8 septembre 2009.
- Adrien Jaulmes, « La ville rêvée d'un Palestinien en Cisjordanie », Le Figaro, 15 septembre 2009.
- (en) A new Palestinian city rises in the West Bank, CTV News, 5 février 2012
- David Castello-Lopes, "L'homme qui veut construire la Palestine", L’effet Papillon, 5 juin 2016 (8 minutes)
- Rawabi, une ville nouvelle en Cisjordanie, Arte info, 26 février 2016 (3 minutes)